# Rachel Starr
Rachel Starr (Burleson, 26 novembre 1983) è un'attrice pornografica statunitense.

## Biografia
Nata a Burleson in Texas, successivamente si è trasferita a Dallas dove ha giocato a tennis a livello agonistico mentre frequentava il liceo.
Ha cominciato la carriera pornografica nel 2007, dopo alcuni anni di attività da spogliarellista, durante la quale è stata notata al Déjà Vu Hustler club in Shreveport a Los Angeles dall'attore pornografico Jack Venice che le propose di diventare attrice. Ha girato con Naughty America la sua prima scena American Daydreams che è stata rilasciata il 2 marzo 2007.
Si dichiara bisessuale e riferisce di aver avuto esperienze sessuali con ragazze fin dall'età di 13 anni, e il primo atto sessuale con un uomo una settimana prima di compierne 15. Nel 2016 ha firmato per due anni in contratto in esclusiva con Naughty America e nel 2020 con Brazzers.

## Vita privata
Nel 2013 è stata legata con il giocatore di baseball Mike Napoli. Nello stesso anno è stata trovata in una posizione compromettente con Machine Gun Kelly in quanto sembra che abbiano avuto un rapporto orale sul palco.

## Riconoscimenti

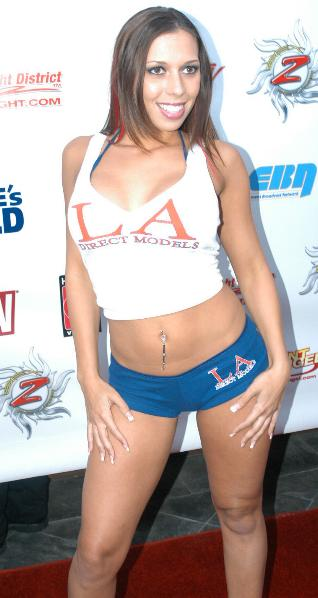
Rachel Starr ad inizio carriera, nel 2007.

Nel 2009 ha ottenuto una nomination agli AVN Awards nella categoria Best Group Sex Scene (migliore scena di sesso di gruppo) per il film Rachel's Choice, con Mackenzie Miles, Erik Everhard e Steve Holmes, diretto dal regista John Leslie.
Nel 2011 ha ottenuto una nomination nella categoria Best Three-Way Sex Scene (migliore scena di sesso a tre) per il film Rachel Starr is badass, con Asa Akira ed Erik Everhard. Nel 2022 è stata inserita nella Hall of Fame dagli AVN Awards.

## Filmografia
Durante la sua carriera le sono stati dedicati 3 film monografici: Rachel's choice (Evil Angel) nel 2008; Rachel Starr is Badass (Elegant Angel), che contiene anche la sua prima scena di sesso anale; Rachel Starr: Dirty little tease (Vivid) nel 2012.
Al termine del 2012 la sua attività registra più di 145 film e 150 scene per siti web.
- American Daydreams 5 (2007)
- Ass For Days 5 (2007)
- Big Slippery White Butts 3 (2007)
- Bodacious Booty 2 (2007)
- Bombshell Bottoms 3 (2007)
- Busty Solos 1 (2007)
- Crazy Big Tits 2 (2007)
- Cum Fiesta 5 (2007)
- Cum Swapping Sluts 12 (2007)
- Deep Throat This 37 (2007)
- Double Vision 1 (2007)
- Fresh Pussy 5 (2007)
- Handjobs 20 (2007)
- I Like Phat Bunz 1 (2007)
- I Love Ass Cheeks 1 (2007)
- Jerk And Swallow 1 (2007)
- My Sister's Hot Friend 10 (2007)
- My Sister's Hot Friend 9 (2007)
- Naughty Office 9 (2007)
- New Chicks Cum First 4 (2007)
- Pantyhose Whores 2 (2007)
- Promotions Company 4054: Rachel (2007)
- Pussy Playhouse 15 (2007)
- Rack It Up 1 (2007)
- Round Butt Sluts 4 (2007)
- She Likes It Big 1 (2007)
- Slutty and Sluttier 4 (2007)
- Smoking During Sex 3 (2007)
- Smothered N' Covered 4 (2007)
- Stare at My Pussy 1 (2007)
- Strap it On 6 (2007)
- Tappin' That Ass 4 (2007)
- This Butt's 4 U 3 (2007)
- Tug Jobs 13 (2007)
- Whatabooty 3 (2007)
- Ass Almighty 2 (2008)
- Bachelor Party Fuckfest 8 (2008)
- Big Booty Rollin' 1 (2008)
- Big Tits Boss 1 (2008)
- Blowjob Ninjas 4 (2008)
- Destination Tonsils 2 (2008)
- Doctor Adventures.com 1 (2008)
- Don't Pull Out 4 (2008)
- Fetish Fucks 2 (2008)
- Girls Hunting Girls 18 (2008)
- Hellfire Sex 12 (2008)
- Hot Chicks Perfect Tits 1 (2008)
- House of Ass 8 (2008)
- It's The Chicks 3 (2008)
- Lesbian Teen Hunter 1 (2008)
- MILF Magic 2 (2008)
- Mr. Big Dicks Hot Chicks 2 (2008)
- My Dirty Angels 12 (2008)
- Nasty Talk POV (2008)
- Naughty Athletics 3 (2008)
- Naughty Athletics 4 (2008)
- Nehoepolitan 1 (2008)
- Neighbor Affair 8 (2008)
- People vs. pornstarslikeitbig (2008)
- Pigtails Round Asses 5 (2008)
- Porn Fidelity 12 (2008)
- POV Handjobs 1 (2008)
- Rachel's Choice (2008)
- Round Mound Of Ass 2 (2008)
- Secretary's Day 2 (2008)
- Addicted 2 (2009)
- Battle Of The Asses 1 (2009)
- Big Tits Like Big Dicks 3 (2009)
- Brunettes: The Darkside (2009)
- Evalutionary 1 (2009)
- Full Streams Ahead 2 (2009)
- Incredible Ass 2 (2009)
- Just Tease 1 (2009)
- Lesbian Teen Hunter 2 (2009)
- Lesbian Teen Hunter 3 (2009)
- Lesbian Teen Hunter 4 (2009)
- Monster Cock Junkies 4 (2009)
- Monster Curves 5 (2009)
- Mr. Big Dicks Hot Chicks 4 (2009)
- My Dirty Angels 15 (2009)
- Naughty America: 4 Her 5 (2009)
- Naughty Athletics 7 (2009)
- Pornstars Like It Big 6 (2009)
- Pornstarslick 2 (2009)
- POV Handjobs 3 (2009)
- Rachel Star Solo (2009)
- Sleazy Riders (2009)
- Smokin' Hot Asses 1 (2009)
- 2 Chicks Same Time 8 (2010)
- Beach Patrol (2010)
- Busty Beauties: The A List 3 (2010)
- Car Wash Girls (2010)
- Curvy Girls 5 (2010)
- Dangerous Curves (2010)
- I Have a Wife 10 (2010)
- Just Tease 2 (2010)
- Lesbian B.F.F's 2 (2010)
- My Dad's Hot Girlfriend 4 (2010)
- Naughty Office 20 (2010)
- North Pole 73 (2010)
- Outdoor Pleasures (2010)
- Panty Pops 1 (2010)
- Pornstar Fantasies 3-D (2010)
- Pornstars Like It Big 8 (2010)
- Pornstars Like It Big 9 (2010)
- Pornstars Punishment 2 (2010)
- Pound the Round POV 5 (2010)
- Rachel Starr Is Badass (2010)
- Real Female Orgasms 12 (2010)
- Real Wife Stories 6 (2010)
- Sport Fucking 6 (2010)
- Teen Confessions (2010)
- That Was No Routine Checkup (2010)
- Ass Parade 33 (2011)
- Big Breast Nurses 6 (2011)
- Big Butt Bad Girls Club (2011)
- Big Tits at School 11 (2011)
- Big Tits at Work 12 (2011)
- Big Tits in Sports 6 (2011)
- Big Tits in Uniform 4 (2011)
- Busty Anal Beauties (2011)
- Day With A Pornstar 1 (2011)
- Filthy Family 3 (2011)
- Hey Nice F'N Tits 3 (2011)
- I Have a Wife 12 (2011)
- Monster Curves 13 (2011)
- Neighbor Affair 10 (2011)
- Panty Pops 4 (2011)
- Real Wife Stories 11 (2011)
- Real Wife Stories 9 (2011)
- Too Good to Be True (II) (2011)
- Rachel Starr Tricks A Fan Day (2011)
- Wealth and Deception (2011)
- Ass Parade 34 (2012)
- Ass Parade 36 (2012)
- Ass Parade 39 (2012)
- Bang Bus 39 (2012)
- Big Tits in Uniform 7 (2012)
- Blowjob Fridays 2 (2012)
- Can He Score 11 (2012)
- Doctor Adventures.com 12 (2012)
- Drink Me Down (2012)
- Double Blowjob With 2 Pornstars (2012)
- Ebony Amateurs 17 (2012)
- Girls of Bang Bros 11: Rachel Starr (2012)
- Horny Joe's Gym 2 (2012)
- Hot And Mean 5 (2012)
- I Fuck on the First Date (2012)
- I Want To Fuck My Best Friend (2012)
- Intimate Passions (2012)
- Lesbian Ebony Amateurs 7 (2012)
- Lisa Ann 2 (2012)
- Magical Feet 17 (2012)
- MILF Soup 23 (2012)
- Party Of Three 2 (2012)
- Pornstars Like It Big 14 (2012)
- Pussy Pounding (2012)
- Rachel Starr: Dirty Little Tease (2012)
- Strapped 2 (2012)
- Addicted To Girls (2013)
- Ass Parade 43 (2013)
- Ass Worship 14 (2013)
- Bang Bus 45 (2013)
- Blowjob Fridays 6 (2013)
- Blowjob Fridays 9 (2013)
- Brazzers Fan's Choice 200th DVD (2013)
- Crack Fuckers 3 (2013)
- Dorm Invasion 3 (2013)
- Dorm Invasion 5 (2013)
- Dorm Invasion 6 (2013)
- Dorm Invasion 7 (2013)
- Dorm Invasion 8 (2013)
- Flesh Hunter 12 (2013)
- Girls of Bang Bros 18: Diamond Kitty (2013)
- Girls of Bang Bros 20: Alexis Fawx (2013)
- Grade A Ass (2013)
- Hottest MILF Ever Shows Her Love For Young Cock (2013)
- Juggernauts (2013)
- Lesbian Pornstar Foursome Licking Pussy (2013)
- MILF Soup 30 (2013)
- Mounds Of Joy 6 (2013)
- Naughty Office 33 (2013)
- Oil Overload 8 (2013)
- Panty Pops 8 (2013)
- Party of Three 6 (2013)
- Pussy Smashin (2013)
- Rachel Starr Gets Fucked By Some Young Dick (2013)
- Spandex Loads 7 (2013)
- Stacked Hardbodies (2013)
- Tanlines 3 (2013)
- Top Bottoms (2013)
- Tug Jobs 31 (2013)
- Big Tits in Uniform 12 (2014)
- Busty Bikini Girls (2014)
- Busty Working Girls (2014)
- Cabana Cougar Club (2014)
- Dirty Masseur 7 (2014)
- Easter Egg Cunt (2014)
- Girls With Ass (2014)
- Gym Nymphos (2014)
- Hot and Mean 10 (2014)
- Hot And Mean 11 (2014)
- John Leslie's Phenoms (2014)
- Lez B Honest (2014)
- MILF Soup 33 (2014)
- Monster Curves 24 (2014)
- My Dad's Hot Girlfriend 19 (2014)
- My Girlfriend's Busty Friend 11 (2014)
- Naughty Nurses (2014)
- No Boys Allowed 3 (2014)
- Pornstars Like It Big 19 (2014)
- Threesome Addiction (2014)
- Anal Provocateur (2015)
- Big Booty Rachel Starr Is Back (2015)
- Office Booty (2015)
- Rachel Blows Off Some Steam (2015)
- Rachel Lets Her Hair Down (2015)
- Rachel Starr POV Hit Me with Your Best Shot (2015)
- Comfort Me With Cum (2016)
- Gym And Pussy Juice (2017)
- My Friend's Hot Girl 22505 (2017)
- Submissive Stripper (2017)
- World of Bangbros: Blowjobs 4 (2017)
- Ass Masterpiece 23893 (2018)
- Ass Parade 65 (2018)
- Day With A Pornstar 6 (2018)
- Dream Cum True (2018)
- Rubbing Down a Horny Slut 3 (2018)
- Sessions 2 (2018)
- Dirty Masseur 16 (2019)
- Five Starr Massage (2019)
- Fixing For A Fuck 2 (2019)
- Getting Ahead (2019)
- Miss Exhibitionist (2019)
- My First Sex Teacher 25702 (2019)
- Sneaky Sex 14 (2019)
- Dress Me Up and Eat Me (2020)
- MILF Mayhem 5 (2020)
- Neighbor Affair 42 (2020)
- Pornstar Therapy 4 (2020)
- You're Invited to Cum (2020)
- Afterglow (2021)
- Busty Rachel Starr Horny for Huge Cock (2021)
- Coochie Catch-up (2021)
- Dildo Babe Goes Full Ahegao (2021)
- Kitchen Sex with Rachel (2021)
- Leave My Jeans On (2021)
- Mogul Moves (2021)
- Naughty Athletics 26645 (2021)
- Shower Fuckin' (2021)
- Sunbathing Starr (2021)
- Lending A Horny Hand (2022)
- Harnessing Rachel (2022)
- Naughty Office 31216 (2022)
- No Running By The Pool... Fucking Is Alright (2022)
- Rachel Starr's Roomie Fucks Her on Webcam (2022)
- Suck 'em Cowgirl (2022)
- Extramarital Affair (2022)
- Fixing For A Fuck 8 (2022)
- Can't You See I'm On The Phone (2022)
- I Can Make Him Cum First (2022)
- Gym 31663 (2023)